# Aeroporto di Vergiate
L'Aeroporto di Vergiate (IATA: nessuno, ICAO: LILG) è un aeroporto italia situato nel comune di Vergiate, in provincia di Varese.

## Storia
L'aeroporto venne costruito a metà degli anni 1930 su iniziativa dell'industria aeronautica SIAI-Marchetti di Sesto Calende, che aveva bisogno di una pista di volo adiacente al proprio stabilimento per testare i propri aeromobili.
Durante la seconda guerra mondiale, tra giugno e luglio 1940 l'aeroporto fu base operativa del 23º Gruppo dell'Aeronautica Militare italiana.
Col passaggio di SIAI-Marchetti sotto il controllo di Agusta (poi divenuta Agusta Westland e infine Leonardo Elicotteri) lo scalo vergiatese ha mantenuto la propria funzione precipua di pista per collaudi; la struttura è però aperta anche al traffico privato.

## Dati strutturali
L'aeroporto di Vergiate è situato a 11 chilometri da Gallarate, a 55 chilometri da Milano e a 20 chilometri da Varese; l'aerostazione più vicina è l'aeroporto di Milano-Malpensa, distante appena 10 km.
La struttura dispone di un'unica pista di volo asfaltata lunga 800 m (adatta a piccoli aerei ed elicotteri), di due piazzali per il parcheggio degli aeromobili.